# Saint-Bonnet-le-Troncy
Saint-Bonnet-le-Troncy es una comuna francesa situada en el departamento de Ródano, de la región de Auvernia-Ródano-Alpes.

## Demografía
| 389 | 364 | 281 | 268 | 265 | 273 | 306 | 306 |
| Para los censos de 1962 a 1999 la población legal corresponde a la población sin duplicidades (Fuente: INSEE [Consultar]) |     |     |     |     |     |     |     |